# الدومه بيت الذيب (عبس)

تعديل مصدري - تعديل

الدومه بيت الذيب هي إحدى قرى عزلة قطبة بمديرية عبس التابعة لمحافظة حجة، بلغ تعداد سكانها 697 نسمة حسب تعداد اليمن لعام 2004.